# Swingleton Green
Swingleton Green is een gehucht in het bestuurlijke gebied Babergh, in het Engelse graafschap Suffolk. Het maakt deel van de civil parish Monks Eleigh. Het gehucht telt twee monumentale panden, Barn and Outbuildings Approximately 50 Feet to the West of the Fenn en The Fenn.